# ساحل توفانی

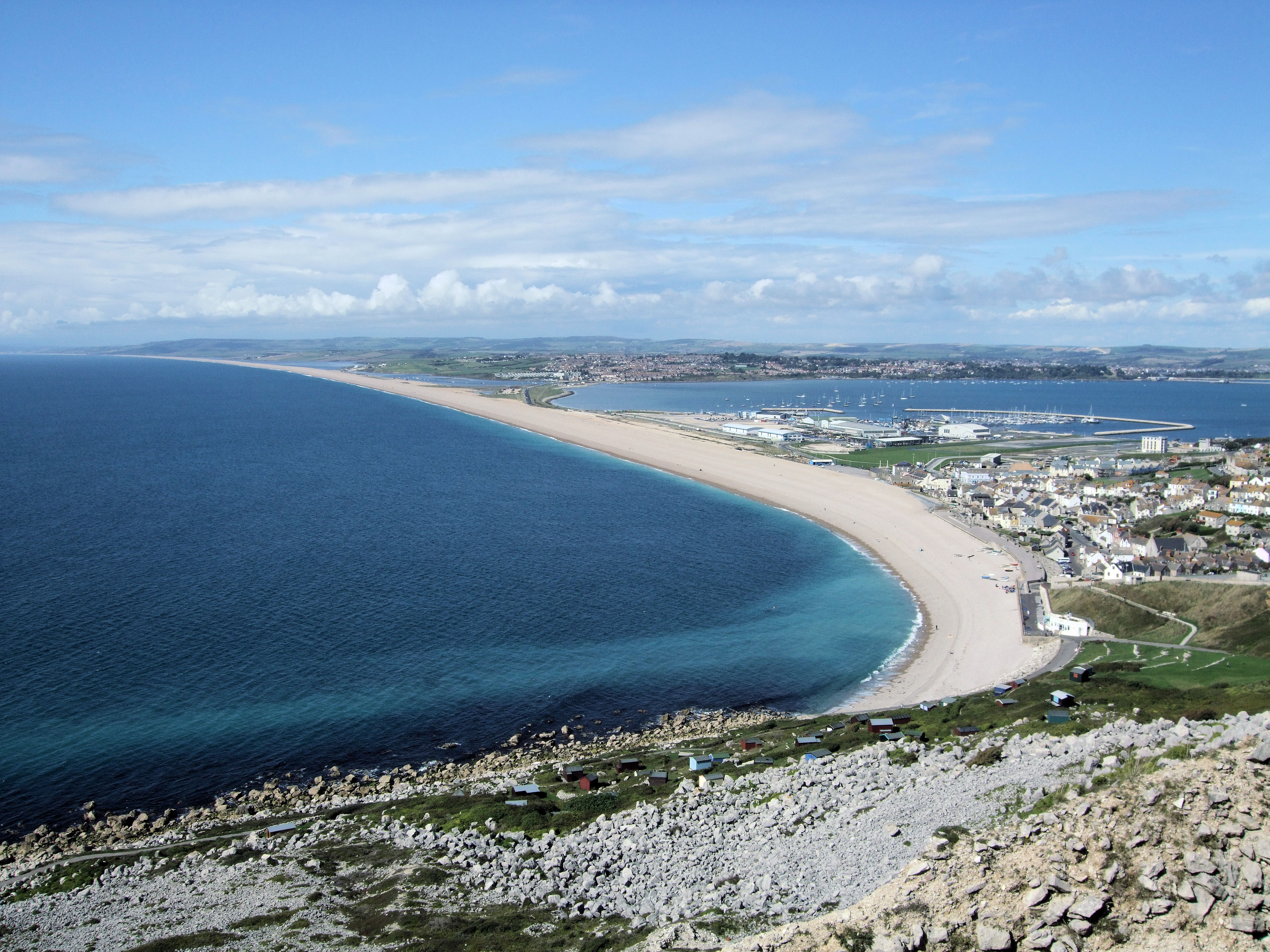
ساحل چسیل از جزیره پورتلند.

ساحل توفانی (به انگلیسی: Storm beach)، ساحلی است که تحت تأثیر امواج شدیدی قرار می‌گیرد که معمولاً دارای امواج بسیار بادی بلند است. زمین‌چهر پدیدآمده اغلب یک ساحل بسیار شیب‌دار (تا ۴۵ درجه) است که از سنگفرش‌های گرد، قلوه‌سنگ و گاهی ماسه تشکیل شده‌است. سنگ‌ها معمولاً دارای درجه‌بندی واضحی از سنگریزه‌ها هستند، از بزرگ به کوچک، و سنگ‌هایی با قطر بزرگ‌تر معمولاً در بالاترین ارتفاعات ساحل چیده می‌شوند. همچنین ممکن است شامل بسیاری از قطعه‌های کوچک قایق‌های غرق شده باشد.